# Invasion japonaise de la Thaïlande
 (signalé en mai 2025).
Si vous disposez d'ouvrages ou d'articles de référence ou si vous connaissez des sites web de qualité traitant du thème abordé ici, merci de compléter l'article en donnant les références utiles à sa vérifiabilité et en les liant à la section « Notes et références ».
- Archive Wikiwix
- Bing
- Cairn
- DuckDuckGo
- E. Universalis
- Gallica
- Google
- G. Books
- G. News
- G. Scholar
- Persée
- Qwant
- (zh) Baidu
- (ru) Yandex
- (wd) trouver des œuvres sur Wikidata

Théâtre d'Asie du Sud-Est de la Seconde Guerre mondiale
Batailles
Batailles et opérations de la guerre du Pacifique

Japon :
- Raid de Doolittle
- Bombardements stratégiques sur le Japon (Tokyo
- Yokosuka
- Kure
- Hiroshima et Nagasaki)
- Raids aériens japonais des îles Mariannes
- Campagne des archipels Ogasawara et Ryūkyū
- Opération Famine
- Bombardements navals alliés sur le Japon
- Baie de Sagami
- Invasion de Sakhaline
- Invasion des îles Kouriles
- Opération Downfall
- Reddition du Japon

Pacifique central :
- Pearl Harbor
- Guam (1941)
- Wake
- Raid sur les îles Gilbert et Marshall
- Opération K
- Midway
- Opération RY
- Campagne des îles Gilbert et Marshall
- Campagne des îles Mariannes et Palaos
- Campagne des archipels Ogasawara et Ryūkyū
- Opération Inmate

Pacifique du sud-ouest :
- Nauru
- Invasion des Philippines (1941-42)
- Invasion des Indes orientales néerlandaises
- Opérations de l'Axe dans les eaux australiennes
- Raids aériens japonais sur l'Australie (1942-43)
- Opération Ke
- Campagne des îles Salomon
- Campagne de Nouvelle-Guinée
- Campagne des Philippines
- Campagne de Bornéo (1945)

Asie du sud-est :
- Invasion de l'Indochine (1940)
- Océan Indien (1940-45)
- Guerre franco-thaïlandaise
- Invasion de la Thaïlande
- Campagne de Malaisie
- Hong Kong
- Singapour
- Campagne de Birmanie
- Opération Kita
- Indochine (1945)
- Détroit de Malacca
- Opération Jurist
- Opération Tiderace
- Opération Zipper
- Bombardements stratégiques (1944-45)

Guerre sino-japonaise
Front d'Europe de l’Ouest
Front d'Europe de l’Est
Bataille de l'Atlantique
Campagnes d'Afrique, du Moyen-Orient et de Méditerranée
Théâtre américain
L'invasion japonaise de la Thaïlande (thaï : การบุกครองไทยของญี่ปุ่น japonais : 日本軍のタイ進駐) s'est produite le 8 décembre 1941, dans le cadre de l'attaque du Japon en Malaisie.
Pour envahir la Malaisie et la Birmanie, l'Armée impériale japonaise avait besoin de se servir des ports, des chemins de fer, et des terrains d'aviation thaïs. Les Thaïs, cependant, étaient très fiers de n'avoir jamais été colonisées et déterminés à maintenir leur indépendance, venant juste de vaincre le régime de Vichy dans la guerre franco-thaïlandaise. L'armée thaïe était loin d'être négligeable et leurs soldats étaient performants. Si des confrontations avec les Japonais devaient être évitées, il était essentiel que les atterrissages sur les plages de Thaïlande méridionale ne rencontrent aucune opposition.
Pour faciliter ceci, le quartier-général impérial avait amorcé des négociations secrètes avec le gouvernement thaï. Lorsqu'il a conclu que les puissances de l'Axe allaient gagner la guerre, en octobre 1940 le Premier ministre thaï Plaek Pibulsonggram (Phibun), a fait une promesse verbale secrète de les soutenir en cas d'une invasion japonaise de la Malaisie.
Cependant, Phibun semblait tout à fait prêt à oublier cette promesse si les circonstances avaient changé et il avait demandé aux Américains et aux Britanniques en 1941 des garanties d'appui efficace s'ils étaient envahis. Ni l'un, ni l'autre ne pouvait les donner, bien que le Premier ministre Winston Churchill a été favorable à un avertissement public au Japon qu'une invasion du royaume asiatique du Sud-Est aurait comme conséquence une déclaration de guerre par les deux pays.
Ceci a conduit à distraire les Japonais pendant qu'ils tâchaient sans succès d'obtenir l'accord vers un droit de passage par le territoire thaï, duquel leur plan opérationnel entier dépendait. Enfin c'est le maréchal Hisaichi Terauchi, commandant du groupe d'armées méridional, qui a pris la décision que la flotte d'invasion navigue et débarque en Thaïlande avec ou sans permission.

## Battambang
À l'aube, la division des gardes impériaux, menant la 15e armée, a franchi la frontière dans la province de Battambang récemment reprise par la Thaïlande. L'Armée impériale japonaise n'a rencontré aucune résistance, et s'est avancée de Sisophon jusqu'à Aranyaprathet (aujourd'hui dans l'Amphoe Aranyaprathet, province de Sa Kaeo) le long de la ligne ferroviaire nouvellement construite entre Aranyaprathet et Monkhol Bourei.

## Chumphon
Le 1er bataillon japonais d'infanterie du 143e régiment d'infanterie a débarqué à Chumpon le matin du 8 décembre. Ils sont parvenus à former un périmètre autour de leurs zones de débarquement, mais ont été coincés par une résistance déterminée. Le combat a pris fin l'après-midi quand les Thaïs ont reçu l'ordre de cesser le feu.

## Nakhon Si Thammarat
Nakhon Si Thammarat était l'emplacement du quartier-général de la 6e armée royale thaïlandaise et du 39e bataillon d'infanterie. Trois navires de transports de troupe japonais abandonnés ancraient à quelques kilomètres de la côte pendant la nuit du 7 décembre. Ces bateaux ont transporté le 3e bataillon d'infanterie du 143e régiment d'infanterie, le 18e régiment aérien avec une unité des transmissions de l'Armée de l'air, le 39e bataillon antiaérien, et la 6e compagnie de travailleurs. Peu de temps après minuit, ils ont commencé à débarquer leurs troupes.
Le débarquement a été fait à côté du camp thaï principal, le camp Vajiravudh. Les Thais, qui avaient annoncé plus tôt l'invasion japonaise à Songkhla, sont immédiatement entrés en opposition. La bataille a duré jusqu'à midi, quand les ordres du Premier ministre pour un cessez-le-feu ont été reçus.

## Pattani
À cause de sa proximité avec la frontière malaisienne, Pattani était l'objectif numéro deux de la 25e armée japonaise. Les débarquements ont été faits en dépit de la mer agitée et sur des zones d'atterrissage peu convenables. Les envahisseurs ont été opposés au quarante-deuxième bataillon thaï d'infanterie, jusqu'à ce que le bataillon ait reçu l'ordre de cesser le feu à midi. Le commandant thaï du bataillon, Khun Inkhayutboriharn, a été tué dans l'action.

## Prachuap Khiri Khan
Prachuap Khiri Khan était à le QG de la cinquième Armée de l'air thaïe, sous le commandement du commandant Pravat Chumsai. Le 2e bataillon japonais d'infanterie du 143e régiment d'infanterie a débarqué à 3 heures du matin, et a occupé la ville après avoir écrasé la résistance de la police.
D'autres débarquements ont eu lieu près du terrain d'aviation au sud. Les Japonais ont assiégé le terrain d'aviation, mais les aviateurs thaïs sont parvenus à résister jusqu'au midi du lendemain avec entre autres des Curtiss BF2C Goshawk, quand ils ont reçu l'ordre du gouvernement thaï de cessez-le-feu.

## Samut Prakan
Le 3e bataillon japonais du régiment des gardes impériaux a débarqué à Samut Prakan au matin du 8 décembre. Il a été chargé de prendre Bangkok. La force a rencontré un petit détachement thaï de police. En dépit d'une confrontation tendue, le combat ne s'est pas produit et les Japonais ont plus tard accepté de ne pas entrer dans la capitale thaïe jusqu'à ce qu'on ait conclu des négociations formelles.

## Songkhla
La ville portuaire de Songkhla était l'un des objectifs principaux de la 25e armée de Yamashita. Les débarquements japonais se sont produits au matin du 8 décembre.
La garnison thaïe de Khao Khor Hong (le 41e bataillon d'infanterie et le 13e bataillon d'artillerie) a immédiatement occupé les positions à côté des routes menant vers la Malaisie, mais a été balayée par les Japonais. Une autre confrontation s'est produite au Hat Yai.
Le combat a cessé à midi quand les ordres pour qu'un armistice soit arrangé ont été reçus.

## Surat Thani
Une compagnie japonaise d'infanterie du 1er bataillon du 143e régiment d'infanterie a débarqué au village côtier de Ban Don au matin du 8 décembre. Ils ont marché dans Surat Thani, où ils ont été opposés aux volontaires thaïs de la police et des civils. Le combat décousu a eu lieu pendant une tempête de pluie, et a seulement fini l'après-midi quand les Thaïs aux abois ont reçu l'ordre de déposer leurs armes.

## Après-coup

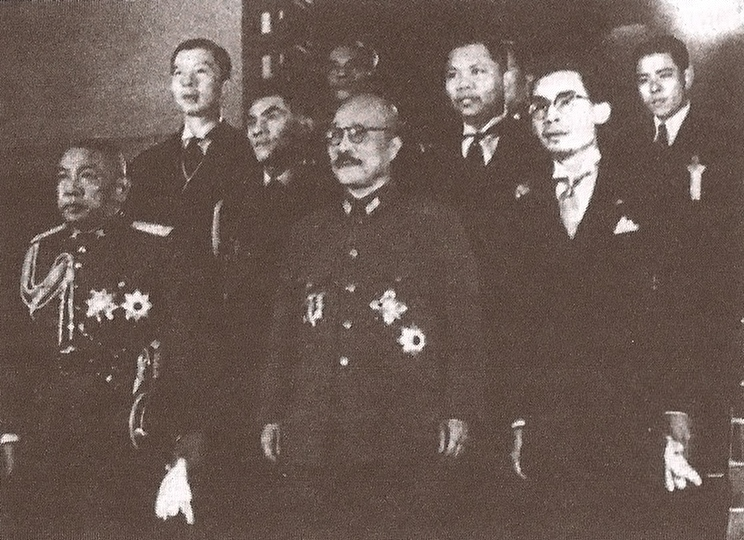
Phot and Tojo

L'invasion japonaise aboutit à un cessez-le-feu en moins de 24 heures. Constatant l'avance fulgurante des troupes japonaises lors de la bataille de la Malaisie, le gouvernement thaïlandais décida de s'allier avec le Japon.
Les troupes du Royaume-Uni, qui tentaient de passer depuis la Malaisie sur le territoire thaïlandais afin d'attaquer les Japonais à revers, essuyèrent les tirs de la police royale thaïlandaise et durent se retirer de Thaïlande le 11 décembre.
Le 21 décembre, la Thaïlande signa un traité d'alliance avec le Japon.